# 渣斗
渣斗又称奓斗，是中國古代一種用于盛装唾吐物、食物渣滓、茶葉渣以及小垃圾的器皿。渣斗大多為大口漏斗形。渣斗始於晉朝，後來的渣斗大多為瓷质，也有银质以及漆质渣斗。唐宋时期包括越窑、耀州窑以及南宋官窑的一些窑场都會烧制渣斗。明清时期景德镇窑也有制作渣斗。